# Andy Williams
Howard Andrew Williams, conhecido como Andy Williams (Wall Lake, 3 de dezembro de 1927 - Branson, 25 de setembro de 2012) foi um cantor estadunidense famoso por sucessos como a canção-tema do filme Bonequinha de Luxo, "Moon River".

## Biografia
Começou cantando na Igreja Presbiteriana local, depois formou um quarteto com seus irmãos e se apresentou no show de Bing Crosby, em 1944. Começou sua carreira-solo em 1952 e emplacou diversos sucessos, até se tornar um dos mais populares cantores do país na década de 1960. Ganhou dezoito discos de ouro e três de platina, atrás apenas de Frank Sinatra, Elvis Presley e Johnny Mathis. Combinando bom gosto, técnica vocal e carisma, chegou várias vezes ao topo da lista da revista Billboard.
Teve seu próprio show de televisão, o The Andy Williams Show, o mais popular da época e que venceu três prêmios Emmy, entre 1962 e 1971, tendo cantado ao lado de Julie Andrews, Ella Fitzgerald, Bobby Darin, Jerry Lewis, Bing Crosby, Judy Garland, Robert Goulet, Sammy Davis Jr., os irmãos Karen e Richard Carpenter, Tony Bennett, Dorival Caymmi (de quem gravou Roses, Roses, Roses), Marcos Valle (de quem gravou Summer Samba (So Nice) e The Face I Love)  e Tom Jobim, que o considerava o melhor cantor americano de bossa nova. Nos anos 90 fundou seu próprio teatro, chamado Moon River Theatre, em Branson, Missouri. Gravou oito álbuns de músicas natalinas, o que lhe valeu o título de Mr. Christmas, e apresentou por sete anos seguidos a cerimônia do Grammy.
Em 1961 casou-se com Claudine Longet, com quem teve três filhos, separando-se dela em 1969. Casou-se pela segunda vez em 1991 com Debbie Haas. Williams e Debbie moravam em Branson, Missouri e La Quinta, na Califórnia, numa casa de arquitetura notável pela sua arte moderna. Williams era golfista amador e manteve-se em plena atividade mesmo em idade avançada.
Faleceu em 25 de setembro de 2012, aos 84 anos, devido a complicações ocasionadas devido a um cancro de bexiga.